# Saiti
Saiti (en escritura íbera ) es la denominación en íbero de una ciudad de la Contestania posteriormente llamada Saitabi; en la actualidad se llama Xátiva y está situada en la comarca valenciana de La Costera. 
La importancia de Saiti en la región la convirtió, junto con Ilici (el actual Elche), en el asentamiento más destacado. Prueba de ello fue el hecho de que acuñó moneda, según confirman los hallazgos encontrados en la zona. Se le atribuye también una próspera industria textil. Asimismo, fue el punto de partida del Camino de Aníbal, antigua ruta íbera que recorrió el general cartaginés para llegar a las costas levantinas. El recorrido unía Saiti y Kastilo (Linares, Jaén). Con la llegada de los romanos en el siglo II a. C., la ciudad pasó a llamarse Saitabi.

## Localización
Atendiendo a las excavaciones, se cree que el poblado íbero estuvo enclavado en el lugar en el que hoy se levanta el Castillo Menor de Játiva.